# Суггестивность
Суггестивность (англ. suggestive «намекающий, внушающий») — литературный термин, характеризующий поэтические мотивы, образы, сюжеты, литературные приёмы. Художественный образ называется суггестивным, если он заставляет интенсивно работать воображение читателя, вызывает яркие эмоциональные переживания, раскрывает новое миропонимание или обновляет старое.
Впервые термин возник в английской эстетике и применялся к поэтическим произведениям. В России он получил распространение после работ Александра Веселовского по исторической поэтике.
История поэтических образов, мотивов, сюжетов, формул представляет изменчивое чередование их, то умирание, то возрождение с бытованием некоторых из них до времени, когда они станут мёртвыми и вдруг вновь оживут, вызванные поэтическим спросом, требованием времени.
Иные образы и сравнения до сих пор остаются в обороте, избитые, но внятные, видимо связывающие нас, как обрывки музыкальных фраз, усвоенных памятью, как знакомая рифма, и вместе с тем вызывающие вечно новые подсказывания и работу мысли с нашей стороны. Вымирают или забываются, до очереди, те формулы, образы, сюжеты, которые в данное время ничего нам не подсказывают, не отвечают на наше требование образной идеализации; удерживаются в памяти и обновляются те, которых суггестивность полнее и разнообразнее и держится долее; соответствие наших нарастающих требований с полнотою суггестивности создает привычку, уверенность в том, что то, а не другое, служит действительным выражением наших вкусов, наших поэтических вожделений, и мы называем эти сюжеты и образы поэтическими.А. Веселовский. «Из введения в историческую поэтику». 1893

Разумеется, для каждого человека, в зависимости от его умственного развития, личного опыта и способности умножать вызванные образом ассоциации, степень суггестивности поэтического текста бывает различной.